# Tống Thị Lĩnh
Tống Thị Lĩnh (chữ Hán: 宋氏領; 1653 – 23 tháng 5 năm 1696), tôn hiệu Hiếu Nghĩa Hoàng hậu (孝義皇后), là một cung tần của Nghĩa vương Nguyễn Phúc Thái trong lịch sử Việt Nam.

## Tiểu sử
Tống Thị Lĩnh sinh năm Quý Tỵ (1653), nguyên quán ở huyện Tống Sơn, tỉnh Thanh Hóa. Bà là con gái của Tống Phước Vinh, được truy tặng Thiếu phó Quận công, mẹ là phu nhân họ Lê. Bà Lĩnh nhập phủ chúa khi Nghĩa vương Nguyễn Phúc Thái còn ở nơi tiềm để, được xếp vào bậc Cung tần.
Người con duy nhất của Cung tần Tống thị là công tử Nguyễn Phúc Chu, về sau kế nghiệp Nghĩa vương, được gọi là Minh vương. Lúc bà Lĩnh mang thai, ở phía tây nam có một đám mây tròn bay vòng quanh, ở giữa có một chỗ sáng tròn khác thường từ trên không trung rọi xuống, ánh sáng soi rọi lên bầu trời. Người thức giả cho là điềm sinh thánh. Chúa Nghĩa có một bà Gia phi họ Nguyễn, bà phi này không có con nên rất yêu thương công tử Nguyễn Phúc Chu.
Năm Bính Tý (1696), ngày 22 tháng 3 (âm lịch), bà Cung tần Tống thị qua đời, thọ 44 tuổi. Minh vương Nguyễn Phúc Chu đăng cơ gia tặng cho thân mẫu làm Quốc Thái phu nhân (國太夫人). Lăng của bà được gọi là lăng Vĩnh Mậu (nay thuộc làng Định Môn, thị xã Hương Trà, Huế). Bà được phối thờ với Hiển Tông Nguyễn Phúc Chu tại Thái Miếu, ở án thứ hai bên phải.
Năm Giáp Tý (1744), Vũ vương Nguyễn Phúc Khoát tấn tặng cho bà làm Từ Tiết Tĩnh Thục Hiếu Từ Hiến phi (慈節靜淑孝慈憲妃).
Năm Gia Long thứ 5 (1806), vua truy tôn cho bà làm Từ Tiết Tĩnh Thục Tuệ Mẫn Hiến Thuận Hiếu Nghĩa Hoàng hậu (慈節靜淑慧敏憲順孝義皇后). Bài sách văn tấn tôn có lời rằng:
"Dựng nghiệp Tây kỳ, bà Thái Nhâm, bà Thái Khương gây phước cả. Mở nền Đông lạc, bà Mã hậu, bà Đăng hậu nối điềm lành. Đức tốt sánh đời xưa, tên hay để hậu báo. Kính nghĩ, Từ Tiết Tĩnh Thục Hiếu Từ Tống Hiển phi điện hạ: Trăm nết có đủ, muôn thiện đều kiêm. Bao hàm rộng rãi trên sách Kiền nguyên, nội trị có khuôn phép từ ngọc cư, ngọc hành mở dấu tốt lành sinh ra con trưởng truyền gia vững cơ đổ như thái sơn, bàn thạch. Cho nên nay được nhờ Phước thiêng liêng, mới chịu mệnh sáng, xưng dương đức tốt, để báo tốt lành cẩn tiến sách vàng dâng tôn hiệu là Từ Tiết Tĩnh Thục Tuệ Mẫn Hiếu Thuận Hiếu Nghĩa Hoàng Hậu, thờ chung vào gian hữu nhị nhà Thái Miếu."